# Diskrete Teilmenge
In der Mathematik heißt ein Raum diskret, wenn es zu jedem Punkt Umgebungen dergestalt gibt, dass kein anderer Punkt in der Umgebung liegt. Anschaulich liegen die Punkte im Raum isoliert.
Das Wort stammt von altfranzösisch discret, welches von lateinisch discrētus stammt, dem Partizip Perfekt von lateinisch discernō ‚unterscheiden, absondern‘.

## Teilmengen des euklidischen Raums

### Diskrete Teilmengen der reellen Zahlen
Eine Teilmenge {\displaystyle M\subset I} der reellen Zahlen heißt diskret, wenn es zu jedem Element {\displaystyle x\in M} ein offenes Intervall gibt, das außer {\displaystyle x} kein weiteres Element von {\displaystyle M} enthält. Die Elemente einer diskreten Menge sind anschaulich voneinander isoliert, getrennt.
Zum Beispiel ist die Menge der ganzen Zahlen eine diskrete Teilmenge der reellen Zahlen. Die rationalen Zahlen sind dagegen nicht diskret, denn z. B. für die Zahl 0 gibt es kein offenes Intervall, das außer 0 keine weiteren Brüche enthält.
Diskretheit bedeutet nicht, dass es zwischen je zwei Elementen einer diskreten Menge nur endlich viele Elemente geben muss. Zum Beispiel ist die Menge
{\displaystyle M:=\{-1,-1/2,-1/3,-1/4,\dotsc \}\cup \{1,1/2,1/3,1/4,\dotsc \}}
eine diskrete Teilmenge: Für jedes Element {\displaystyle 1/n} gibt es das offene Intervall {\displaystyle {]1/(n+1),1/(n-1)[}}, das aus {\displaystyle M} nur {\displaystyle 1/n} enthält; analoges gilt für die Elemente {\displaystyle -1/n}. Zwischen {\displaystyle -1} und {\displaystyle 1} liegen jedoch unendlich viele Elemente von {\displaystyle M}.
Nicht diskret ist hingegen die Menge {\displaystyle M\cup \{0\}}, weil das Element 0 nicht isoliert ist.

### Diskrete Teilmengen in höheren Dimensionen
Analog bezeichnet man {\displaystyle M\subset \mathbb {R} ^{n}} als diskret, wenn für alle {\displaystyle x\in M} eine offene Umgebung in {\displaystyle \mathbb {R} ^{n}} existiert, die außer {\displaystyle x} kein weiteres Element von {\displaystyle M} enthält. Äquivalent ist die Forderung, dass {\displaystyle M} keinen Häufungspunkt enthält.

## Diskreter metrischer Raum
Ein metrischer Raum, dessen Metrik die Gestalt
{\displaystyle d(x,y)=1} für {\displaystyle x\neq y}
hat, heißt diskreter metrischer Raum.

### Eigenschaften
Ein diskreter metrischer Raum ist vollständig und auch als topologischer Raum diskret.
Ein metrischer Raum, der als topologischer Raum diskret ist, muss allerdings nicht die diskrete Metrik besitzen, und auch nicht vollständig sein. Zum Beispiel ist die im Abschnitt „Diskrete Teilmenge der reellen Zahlen“ angegebene Menge {\displaystyle M=\{-1/n,1/n\mid n\in \mathbb {N} \}} ein diskreter topologischer Raum, aber der Grenzwert 0 der Cauchyfolge {\displaystyle (1,1/2,1/3,\dotsc )} liegt außerhalb von {\displaystyle M}.

## Diskreter topologischer Raum
Man verallgemeinert den Begriff des isolierten Punktes auf topologische Räume durch folgende Definition:
Ein Punkt {\displaystyle x} des topologischen Raumes {\displaystyle X} heißt isolierter Punkt, wenn die einelementige Menge {\displaystyle \{x\}} offen ist.
Ein isolierter Punkt hat also eine Umgebung, „in der er allein ist“. Mit diesem Begriff verallgemeinert man nun den Begriff der diskreten Teilmenge:

### Definition
Ein topologischer Raum heißt diskreter topologischer Raum, wenn jeder seiner Punkte isoliert ist.

### Eigenschaften
- In einem diskreten topologischen Raum ist jede Teilmenge offen.
- Eine Funktion auf einem topologischen Raum, deren Bildmenge diskret ist, ist genau dann stetig, wenn sie lokal konstant ist.
- Jede Funktion, deren Definitionsbereich diskret ist, ist stetig.